# Zielonówek
Zielonówek est un village polonais du district administratif d'Olecko, dans le powiat d'Olecko, voïvodie de Varmie-Mazurie, au nord-est du pays. 
Il est situé à environ 3 km à l'ouest d'Olecko et à 132 km à l'est de la capitale régionale Olsztyn.
Sa population s'élève à environ 70 habitants.